# Zylinderlaufbuchse

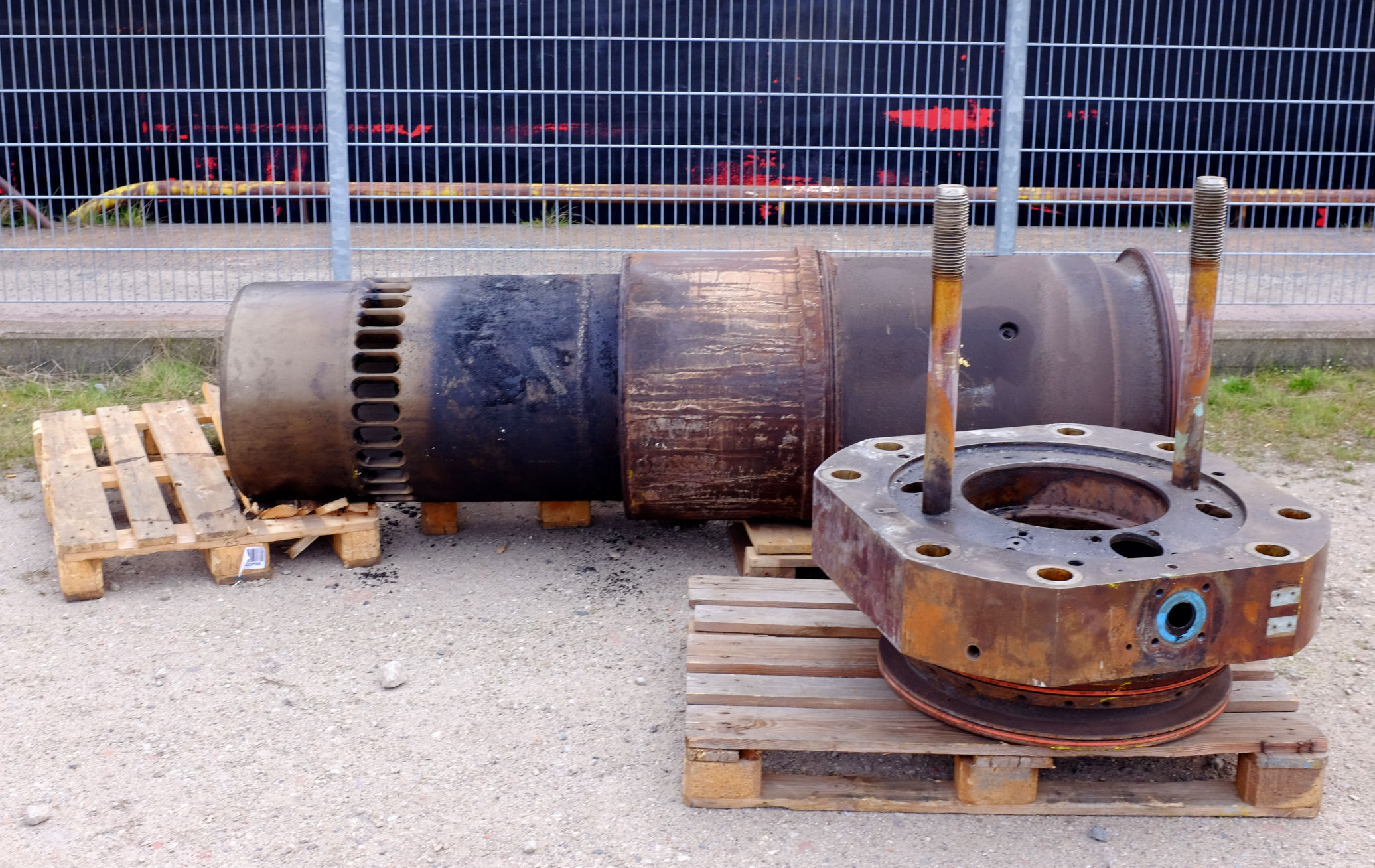
Zylinderlaufbuchse (liegend) eines Zweitakt-Schiffsdieselmotors im Hamburger Hafen

Eine Zylinderlaufbuchse ist ein Einsatz in den Zylinder eines Hubkolbenmotors, der die Lauffläche für den Kolben bildet.

## Grundlagen

Zylinderlaufbuchse eines Gegenkolbenmotors
1 Einlassbereich (Einlassschlitze)
2 Kühlbereich des Arbeitsraumes
3 Auslassbereich (Auslassschlitze)
4 Kühlbereich des Auslasses

Motorblöcke (Zylinderkurbelgehäuse; ZKG) werden aus Aluminium- oder Eisenguss hergestellt, in seltenen Anwendungen auch als Magnesium-Aluminium-Verbundkonstruktion. Der Kolben läuft aber nicht immer direkt im Motorblockmaterial, weil dieses Material höhere tribologische Ansprüche nicht erfüllt und auch der Austausch von Kolben und Zylinder als Hauptverschleißteile sich erheblich komplizierter gestaltet. Deshalb wird oft eine Zylinderlaufbuchse (engl. cylinder liner) eingebaut. Die innere Oberfläche dieser Laufbuchse wird meist nach dem Einbau (bei „nassen“ Zylinderlaufbuchsen schon vor dem Einbau) nachgebohrt und durch Honen feinbearbeitet. Dadurch wird die vom Hersteller geforderte geometrische Form und Oberflächenrauheit gewährleistet, um die geforderten tribologischen Eigenschaften zu erfüllen. So darf die Oberfläche nicht zu rau (Kolbenverschleiß), aber auch nicht völlig glatt sein – vielmehr muss sie idealerweise kleine Näpfchen als Mikro-Reservoire für das Schmieröl aufweisen, was durch Porosität oder bestimmte Schleifmuster erreicht wird. Die „Endbearbeitung“ übernimmt der Kolben mit seinen Kolbenringen beim Einfahren des Motors.

## Werkstoffe und Bauformen
Werkstoffe für Zylinderlaufbuchsen:
- Gusseisen (Grauguss): Poren und Lamellengrafit sind gut für die Schmierung; ggf. gleiches Material wie der Motorblock
- Aluminium-Silicium-Legierungen:  ggf. gleiches Material wie der Motorblock
- Stahl (selten)

Je nach Einbauart in den Motorblock unterscheidet man „nasse“ und „trockene“ Laufbuchsen. Nasse Laufbuchsen werden vom Kühlmittel des Motors direkt umspült. Sie bilden alleine den Zylinder, haben eine Wandstärke von 7 bis 15 mm und werden mit Dichtung eingesetzt. Trockene Laufbuchsen sind nur wenige Millimeter dick und werden eingeschrumpft oder eingegossen, z. B. mit dem Alfer-Verfahren.

### Laufbuchse nass
Vorteile: leicht auswechselbar, optimale Kühlung (direkter Kontakt mit Kühlmedium), hohe Stabilität durch große Wandstärke
Nachteile: Abdichtung problematisch (Öl gegen Kühlwasser), Motorblock weniger stabil, Zylinderkopfdichtung gefährdet

### Laufbuchse trocken
Vorteile: Motorblock stabil, keine zusätzliche Abdichtung erforderlich, Materialeinsparung durch dünne Wandstärke, hohe Passgenauigkeit, Maßhaltigkeit und Verschleißfestigkeit
Nachteile: kaum austauschbar, schwierig einzusetzen, durch Lufteinschlüsse schlechtere Kühlung

### Laufbuchse eingegossen
Vorteile: sehr stabiler Motorblock, hohe Verschleißfestigkeit, Passgenauigkeit und Maßhaltigkeit, optimale Kühlung, maschinell in die Gussform einsetzbar
Nachteile: nicht austauschbar, im Motorblock können sich Risse bilden, ausgehend von der Fuge zwischen Buchse und Motorblock

## Alternativen
Motorblöcke ohne Laufbuchsen können mit einer Verschleiß und Reibung verringernden Beschichtung versehen sein. Dadurch wird eine Gewichtsreduzierung und Platzeinsparung zwischen den Zylindern erreicht. Beschichtungen sind z. B.:
- Nikasil: in einer galvanischen Nickelschicht dispergierte Siliciumcarbid-Teilchen
- sogenanntes Nanoslide (Daimler AG)[2]: durch Lichtbogendrahtspritzen aufgebrachte nanokristalline Eisen-Kohlenstoff-Schicht, Nachbearbeitung durch Honen, dadurch Öffnen von Poren und bessere Schmierung
- plasmagespritzter Stahl-Molybdän-Verbundwerkstoff (Volkswagen AG, Sulzer Metco, inzwischen OC Oerlikon)[3]: Nachbearbeitung Honen legt die Poren frei – bessere Schmierung